# Threadripper
Threadripper, ou Ryzen Threadripper, é uma marca de microprocessadores HEDT (desktop de ponta) e workstation multi-core x86-64 projetados e comercializados pela Advanced Micro Devices (AMD) e baseados na microarquitetura Zen. Consiste em unidades de processamento central (CPUs) comercializadas para segmentos mainstream e workstation e, como tal, vem em duas linhas, Threadripper e Threadripper PRO, respectivamente.

## Background
O Threadripper, que é voltado para desktops de ponta (HEDT) e estações de trabalho, não foi desenvolvido como parte de um plano de negócios ou um roteiro específico. Em vez disso, uma pequena equipe dentro da AMD viu uma oportunidade de dar à AMD a liderança em desempenho de CPU de desktop. Depois que algum progresso foi feito em seu tempo livre, o projeto foi aprovado e colocado em um roteiro oficial em 2016.

## Características
Os chips Threadripper têm contagens de núcleos mais altas, requisitos de energia aumentados, suportam memória mais rápida e mais oportunidades de expansão. Eles usam soquetes maiores, como TR4, sTRX4, sWRX8 e sTR5, que suportam canais de memória adicionais e pistas PCI Express. Quando comparados a CPUs não HEDT:
- Maior contagem de núcleos (até 96 núcleos)
- Maior consumo de energia
- Canais de memória adicionais
- Capacidade de RAM aumentada
- Mais pistas PCIe

### Threadripper PRO
A linha Threadripper PRO estreou com a série 3000 para estações de trabalho e adiciona suporte para maior capacidade de RAM (2 TB vs 1 TB) e canais de memória (oito canais vs quatro canais) quando comparado ao Threadripper regular. Ele é direcionado ao mercado de estações de trabalho.

## Lista de processadores Ryzen Threadripper

### Desktop

#### Whitehaven (série Threadripper 1000, baseado em Zen)
Recursos comuns das CPUs Ryzen 1000 HEDT:
- Socket: TR4.
- Todas as CPUs suportam DDR4-2666 no modo quad-channel.
- Cache L1: 96 KB (32 KB de dados + 64 KB de instrução) por núcleo.
- Cache L2: 512 KB por núcleo.
- Todas as CPUs suportam 64 pistas PCIe 3.0. 4 das pistas são reservadas como link para o chipset.
- Sem gráficos integrados.
- Nó/processo de fabricação: GlobalFoundries 14LP.

| Marca e Modelo     | Marca e Modelo | Cores (threads) | Taxa de clock (GHz) | Taxa de clock (GHz) | Taxa de clock (GHz) | Cache L3 (total) | TDP   | Chiplets | Core config | Data de lançamento   | MSRP    |
| Marca e Modelo     | Marca e Modelo | Cores (threads) | Base                | PBO 1–4 (≥5)        | XFR 1–2             | Cache L3 (total) | TDP   | Chiplets | Core config | Data de lançamento   | MSRP    |
| ------------------ | -------------- | --------------- | ------------------- | ------------------- | ------------------- | ---------------- | ----- | -------- | ----------- | -------------------- | ------- |
| Ryzen Threadripper | 1950X          | 16 (32)         | 3.4                 | 4.0 (3.7)           | 4.2                 | 32 MB            | 180 W | 2 × CCD  | 4 × 4       | 31 de agosto de 2017 | US $999 |
| Ryzen Threadripper | 1920X          | 12 (24)         | 3.5                 | 4.0 (3.7)           | 4.2                 | 32 MB            | 180 W | 2 × CCD  | 4 × 3       | 31 de agosto de 2017 | US $799 |
| Ryzen Threadripper | 1900X          | 8 (16)          | 3.8                 | 4.0 (3.9)           | 4.2                 | 16 MB            | 180 W | 2 × CCD  | 2 × 4       | 31 de agosto de 2017 | US $549 |

1. ↑  Core Complexes (CCX) × cores por CCX
2. ↑  Na verdade, o pacote do processador contém duas matrizes inativas adicionais para fornecer suporte estrutural ao dissipador de calor integrado.

#### Colfax (série Threadripper 2000, baseado em Zen+)
Recursos comuns das CPUs Ryzen 2000 HEDT:
- Socket: TR4.
- Todas as CPUs suportam DDR4-2933 no modo quad-channel.
- Cache L1: 96 KB (32 KB de dados + 64 KB de instrução) por núcleo.
- Cache L2: 512 KB por núcleo.
- Todas as CPUs suportam 64 pistas PCIe 3.0. 4 das pistas são reservadas como link para o chipset.
- Sem gráficos integrados.
- Processo de fabricação: GlobalFoundries 12LP (14LP+).

| Marca e Modelo     | Marca e Modelo | Cores (threads) | Taxa de clock (GHz) | Taxa de clock (GHz) | Cache L3 (total) | TDP   | Chiplets | Core config | Data de lançamento   | MSRP     |
| Marca e Modelo     | Marca e Modelo | Cores (threads) | Base                | PB2                 | Cache L3 (total) | TDP   | Chiplets | Core config | Data de lançamento   | MSRP     |
| ------------------ | -------------- | --------------- | ------------------- | ------------------- | ---------------- | ----- | -------- | ----------- | -------------------- | -------- |
| Ryzen Threadripper | 2990WX         | 32 (64)         | 3.0                 | 4.2                 | 64 MB            | 250 W | 4 × CCD  | 8 × 4       | 13 de agosto de 2018 | US $1799 |
| Ryzen Threadripper | 2970WX         | 24 (48)         | 3.0                 | 4.2                 | 64 MB            | 250 W | 4 × CCD  | 8 × 3       | 2 de outubro de 2018 | US $1299 |
| Ryzen Threadripper | 2950X          | 16 (32)         | 3.5                 | 4.4                 | 32 MB            | 180 W | 2 × CCD  | 4 × 4       | 31 de agosto de 2018 | US $899  |
| Ryzen Threadripper | 2920X          | 12 (24)         | 3.5                 | 4.3                 | 32 MB            | 180 W | 2 × CCD  | 4 × 3       | 3 de outubro de 2018 | US $649  |

1. ↑  Core Complexes (CCX) × cores por CCX

#### Castle Peak (série Threadripper 3000, baseado em Zen 2)
Recursos comuns das CPUs Ryzen 3000 HEDT/estação de trabalho:
- Socket: sTRX4 (Threadripper), sWRX8 (Threadripper PRO).
- As CPUs Threadripper suportam DDR4-3200 no modo quad-channel, enquanto as CPUs Threadripper PRO suportam DDR4-3200 no modo octa-channel.
- Cache L1: 64 KB (32 KB de dados + 32 KB de instrução) por núcleo.
- Cache L2: 512 KB por núcleo.
- As CPUs Threadripper suportam 64 faixas PCIe 4.0 enquanto as CPUs Threadripper PRO suportam 128 faixas PCIe 4.0. 8 das pistas são reservadas como link para o chipset.
- Sem gráficos integrados.
- Processo de fabricação: TSMC 7FF.

| Marca e Modelo         | Marca e Modelo | Cores (threads) | Taxa de clock (GHz) | Taxa de clock (GHz) | Cache L3 (total) | TDP   | Chiplets         | Core config | Data de lançamento     | MSRP     |
| Marca e Modelo         | Marca e Modelo | Cores (threads) | Base                | Boost               | Cache L3 (total) | TDP   | Chiplets         | Core config | Data de lançamento     | MSRP     |
| ---------------------- | -------------- | --------------- | ------------------- | ------------------- | ---------------- | ----- | ---------------- | ----------- | ---------------------- | -------- |
| Ryzen Threadripper PRO | 3995WX         | 64 (128)        | 2.7                 | 4.2                 | 256 MB           | 280 W | 8 × CCD 1 × I/OD | 16 × 4      | 4 de julho de 2020     |          |
| Ryzen Threadripper PRO | 3975WX         | 32 (64)         | 3.5                 | 4.2                 | 128 MB           | 280 W | 4 × CCD 1 × I/OD | 8 × 4       | 4 de julho de 2020     |          |
| Ryzen Threadripper PRO | 3955WX         | 16 (32)         | 3.9                 | 4.3                 | 64 MB            | 280 W | 2 × CCD 1 × I/OD | 4 × 4       | 4 de julho de 2020     |          |
| Ryzen Threadripper PRO | 3945WX         | 12 (24)         | 4.0                 | 4.3                 | 64 MB            | 280 W | 2 × CCD 1 × I/OD | 4 × 3       | 4 de julho de 2020     |          |
| Ryzen Threadripper     | 3990X          | 64 (128)        | 2.9                 | 4.3                 | 256 MB           | 280 W | 8 × CCD 1 × I/OD | 16 × 4      | 7 de fevereiro de 2020 | US $3990 |
| Ryzen Threadripper     | 3970X          | 32 (64)         | 3.7                 | 4.5                 | 128 MB           | 280 W | 4 × CCD 1 × I/OD | 8 × 4       | 25 de novembro de 2019 | US $1999 |
| Ryzen Threadripper     | 3960X          | 24 (48)         | 3.8                 | 4.5                 | 128 MB           | 280 W | 4 × CCD 1 × I/OD | 8 × 3       | 25 de novembro de 2019 | US $1399 |

1. ↑  Core Complexes (CCXs) × cores por CCX
2. ↑  Ryzen Threadripper 3990X pode consumir mais de 490 W sob carga.[12]

#### Chagall (série Threadripper 5000, baseado em Zen 3)
Recursos comuns das CPUs de estação de trabalho Ryzen 5000:
- Socket: sWRX8.
- Todas as CPUs suportam DDR4-3200 no modo octa-channel.
- Cache L1: 64 KB (32 KB de dados + 32 KB de instrução) por núcleo.
- Cache L2: 512 KB por núcleo.
- Todas as CPUs suportam 128 pistas PCIe 4.0. 8 das pistas são reservadas como link para o chipset.
- Sem gráficos integrados.
- Processo de fabricação: TSMC 7FF.

| Marca e Modelo         | Marca e Modelo | Cores (threads) | Taxa de clock (GHz) | Taxa de clock (GHz) | Cache L3 (total) | TDP   | Chiplets         | Core config | Data de lançamento                    | MSRP           |
| Marca e Modelo         | Marca e Modelo | Cores (threads) | Base                | Boost               | Cache L3 (total) | TDP   | Chiplets         | Core config | Data de lançamento                    | MSRP           |
| ---------------------- | -------------- | --------------- | ------------------- | ------------------- | ---------------- | ----- | ---------------- | ----------- | ------------------------------------- | -------------- |
| Ryzen Threadripper PRO | 5995WX         | 64 (128)        | 2.7                 | 4.5                 | 256 MB           | 280 W | 8 × CCD 1 × I/OD | 8 × 8       | 8 de março de 2022 (OEM) / ? (retail) | OEM / US $6500 |
| Ryzen Threadripper PRO | 5975WX         | 32 (64)         | 3.6                 | 4.5                 | 128 MB           | 280 W | 4 × CCD 1 × I/OD | 4 x 8       | 8 de março de 2022 (OEM) / ? (retail) | OEM / US $3300 |
| Ryzen Threadripper PRO | 5965WX         | 24 (48)         | 3.8                 | 4.5                 | 128 MB           | 280 W | 4 × CCD 1 × I/OD | 4 × 6       | 8 de março de 2022 (OEM) / ? (retail) | OEM / US $2400 |
| Ryzen Threadripper PRO | 5955WX         | 16 (32)         | 4.0                 | 4.5                 | 64 MB            | 280 W | 2 × CCD 1 × I/OD | 2 x 8       | 8 de março de 2022                    | OEM            |
| Ryzen Threadripper PRO | 5945WX         | 12 (24)         | 4.1                 | 4.5                 | 64 MB            | 280 W | 2 × CCD 1 × I/OD | 2 × 6       | 8 de março de 2022                    | OEM            |

1. ↑  Core Complexes (CCXs) × cores por CCX

#### Storm Peak (série Threadripper 7000, baseado em Zen 4)
Recursos comuns das CPUs Ryzen 7000 HEDT/estação de trabalho:
- Soquete: sTR5.
- As CPUs Threadripper suporta DDR5-5200 no modo quad-channel enquanto as CPUs Threadripper PRO suportam DDR5-5200 no modo octa-channel.
- Cache L1: 64 KB (32 KB de dados + 32 KB de instrução) por núcleo.
- Cache L2: 1 MB por núcleo.
- As CPUs Threadripper suportam 48 pistas PCIe 5.0 e 24 pistas PCIe 4.0, enquanto Threadripper PRO suportam 128 pistas PCIe 5.0. Além disso, todos os modelos de processador possuem 4 pistas PCIe 4.0 reservadas como link para o chipset.
- Sem gráficos integrados
- Processo de fabricação: TSMC 5FF.

| Marca e modelo         | Marca e modelo | Cores (threads) | Taxa de clock (GHz) | Taxa de clock (GHz) | Cache L3 (total) | TDP   | Chiplets          | Core config | Data de lançamento     | MSRP     |
| Marca e modelo         | Marca e modelo | Cores (threads) | Base                | Boost               | Cache L3 (total) | TDP   | Chiplets          | Core config | Data de lançamento     | MSRP     |
| ---------------------- | -------------- | --------------- | ------------------- | ------------------- | ---------------- | ----- | ----------------- | ----------- | ---------------------- | -------- |
| Ryzen Threadripper PRO | 7995WX         | 96 (192)        | 2.5                 | 5.1                 | 384 MB           | 350 W | 12 × CCD 1 × I/OD | 12 × 8      | 21 de novembro de 2023 | ASA      |
| Ryzen Threadripper PRO | 7985WX         | 64 (128)        | 3.2                 | 5.1                 | 256 MB           | 350 W | 8 × CCD 1 × I/OD  | 8 × 8       | 21 de novembro de 2023 | ASA      |
| Ryzen Threadripper PRO | 7975WX         | 32 (64)         | 4.0                 | 5.3                 | 128 MB           | 350 W | 4 × CCD 1 × I/OD  | 4 × 8       | 21 de novembro de 2023 | ASA      |
| Ryzen Threadripper PRO | 7965WX         | 24 (48)         | 4.2                 | 5.3                 | 128 MB           | 350 W | 4 × CCD 1 × I/OD  | 4 × 6       | 21 de novembro de 2023 | ASA      |
| Ryzen Threadripper PRO | 7955WX         | 16 (32)         | 4.5                 | 5.3                 | 64 MB            | 350 W | 2 × CCD 1 × I/OD  | 2 × 8       | 21 de novembro de 2023 | ASA      |
| Ryzen Threadripper PRO | 7945WX         | 12 (24)         | 4.7                 | 5.3                 | 64 MB            | 350 W | 2 × CCD 1 × I/OD  | 2 × 6       | 21 de novembro de 2023 | ASA      |
| Ryzen Threadripper     | 7980X          | 64 (128)        | 3.2                 | 5.1                 | 256 MB           | 350 W | 8 × CCD 1 × I/OD  | 8 × 8       | 21 de novembro de 2023 | US $4999 |
| Ryzen Threadripper     | 7970X          | 32 (64)         | 4.0                 | 5.3                 | 128 MB           | 350 W | 4 × CCD 1 × I/OD  | 4 × 8       | 21 de novembro de 2023 | US $2499 |
| Ryzen Threadripper     | 7960X          | 24 (48)         | 4.2                 | 5.3                 | 128 MB           | 350 W | 4 × CCD 1 × I/OD  | 4 × 6       | 21 de novembro de 2023 | US $1499 |

1. ↑  Core Complexes (CCXs) × cores por CCX